# Szánthó család
Szánthó család egy Nyitra vármegyei és Verebélyi széki család.
János fiai Ambrus és Gergely a 16. század közepén kiscétényi egyházi nemesek voltak. Ekkortájt költözhettek át Nemespannra és új előnevüket is innét vették.
Zántho Márton 1596-ban II. Rudolftól kapott címereslevelet maga, apja Albert, anyja Török Veronika és testvérei Kelemen, Tamás, István és Dávid számára is. Közülük Tamás a verebélyi szék alispánja volt, és 1608-ban adományt kapott az esztergomi érsektől Forgách Ferenctől a nemespanni Felső Osztály felében. A belterület tulajdonjogát 1699-ben Kollonich Lipót érsek is megerősítette új adományával Szántó Jánosnak, Gergelynek, Jakabnak, Ferencnek, Andrásnak, Istvánnak és Erzsébetnek.
1707-ben a Szánthó család megegyezett Tyúkosi Györggyel a birtok felosztását illetően. Tyúkos János azonban 1722-ben vitába keveredett és perelte is a Szánthó családot, mivel szerinte másfél fundus rövidsége támadt a korábbi egyezésekből. 1781-ben Szánthó Adalbert szerzett nemesi bizonyítványt Nyitra vármegyétől.
A naszvadi ág leszármazása nem tisztázott. Alsószőlősi előnévvel Tökön, majd Balatonkenesén is élt egy református lelkészi ág is.
Rokonságban álltak a Bacskády, Bartl, Palásthy, Török családdal és számos egyéb helyi családdal is. A családtagok egy része a 19. és 20. század fordulóján Budapestre költözött.

## Címerük
Egyik címerváltozatukat Peter Keresteš közölte: osztott címerpajzsban, a jobb felében 3 pólya, bennük: csillag, Nap és félhold. A bal felében oroszlán, mancsában egyenes kard, melyre török fejet szúrtak. Sisakdíszben ismét az említett oroszlán.

## Neves személyek

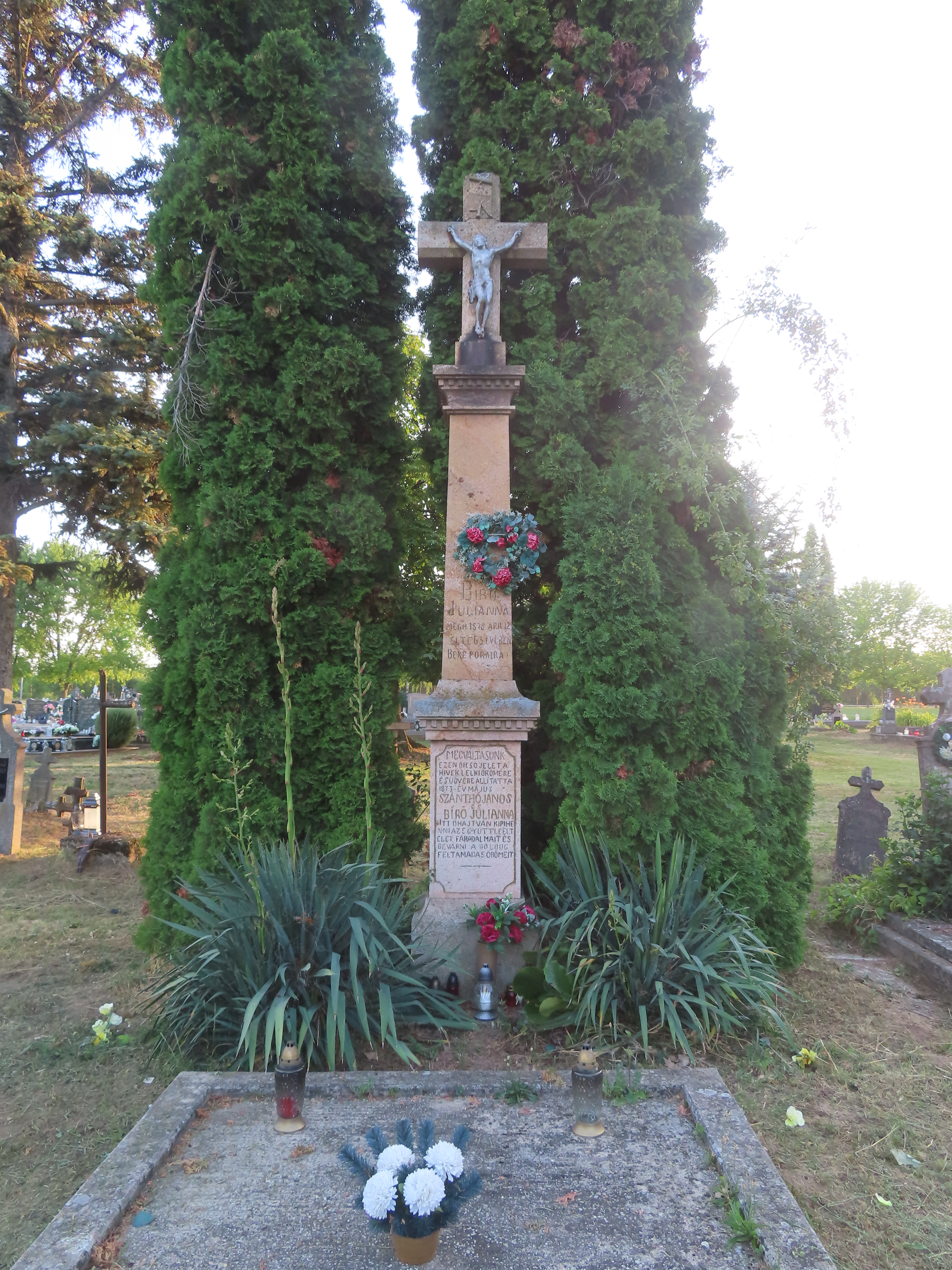
Nemespann, temetőkereszt, 2025

- Szánthó Tamás a verebélyi szék alispánja
- Szánthó Adalbert (1747-1817) Nyitra vármegye táblabírája, az esztergomi káptalan táblabírája, 1807-ben alapítványt tett a Nyitrai Piarista Gimnázium számára[7]
- Szánthó Nepomuk János (1772-1844), Adalbert és Bartlme Julianna fia, a verebélyi szék alispánja,[8] táblabírája (1831),[9] Bars és Nyitra vármegye táblabírája